# Johan Brisinger
Johan Nils Thure Brisinger, född 4 oktober 1965 i Hedvig Eleonora församling i Stockholm, är en svensk filmregissör och manusförfattare.
Brisinger studerade till en Bachelor of Arts-examen vid filmskolan på University of Southern California i Los Angeles 1984–1988. Efter en kortare tid som filmklippare-assistent för Warner Bros i Hollywood återvände han till Sverige och har under flera år gjort ett antal reklamfilmer, varav vissa blivit internationellt prisbelönta och uppmärksammade, och även musikvideor med artister som Teddybears och Caroline af Ugglas.
Efter några kortfilmer från och med 1991 och avsnitt av SVT:s TV-serie Anna Holt – polis (1996) fick han uppmärksamhet och framgång med kortfilmen En del av mitt hjärta (2004), bland annat Publikpriset på Filmfestivalen i Berlin och filmpriser i Aspen, New York och Chicago. Debutlångfilmen Underbara älskade (2006) om en fars och sons sorgearbete och skuldhantering efter övriga familjens död vid en olycka belönades bland annat med Publikpriset vid Guldbaggegalan 2007. År 2010 gjorde han den internationella samproduktionen Änglavakt om en fransktalande ängel, som kommer som hjälp till en svensk familj i sorg (med Tchéky Karyo, Izabella Scorupco och Michael Nyqvist).  Ett återkommande tema i hans filmer är krisdrabbade människor/familjer och sorgehantering. Michael Nyqvist återfinns ofta i framträdande roller i hans filmer.
År 2005 startade han filmbolaget Drama Svecia tillsammans med produktionspartnern och filmproducenten Mikael Flodell, för vars bolag Flodellfilm han sedan 2000 varit verksam som regissör för beställningsfilmer.

## Filmografi (regi)
Stort antal reklam- och musikfilmer.
- 1991 – While We Lay Sleeping (kortfilm)
- 1991 – Margit (kortfilm)
- 1996 – Anna Holt – polis (TV-serie)
- 2004 – En del av mitt hjärta (kortfilm) [även manus]
- 2006 – Underbara älskade [även manus]
- 2010 – Änglavakt [även manus]